# اچ‌دی ۱۰۸۸۷۴
اچ‌دی ۱۰۸۸۷۴ یک ستاره است که در صورت فلکی گیسوی برنیکه قرار دارد.